# Општина Бужорени (Валча)
Бужорени (рум. Bujoreni) општина је у Румунији у округу Валча.
Oпштина се налази на надморској висини од 307 m.